# Trachyuropodidae
Trachyuropodidae es una familia de ácaros perteneciente al orden Mesostigmata.

## Géneros
La familia contiene los siguientes géneros:
- Capitodiscus Vitzthum, 1931
- Cephalouropoda Berlese, 1903
- Crinitodiscus Sellnick, 1931
- Phymatodiscus Berlese, 1917
- Trachyuropoda Berlese, 1888
- Urojanetia Berlese, 1917
- Urotrachys Berlese, 1903